# Cervantit
Cervantit ist ein eher selten vorkommendes Mineral aus der Mineralklasse der „Oxide und Hydroxide“ mit der chemischen Zusammensetzung Sb3+Sb5+O4 (vereinfacht auch Sb2O4) und ist damit chemisch gesehen Antimon(III,V)-oxid.
Cervantit kristallisiert im orthorhombischen Kristallsystem, entwickelt allerdings nur mikroskopisch kleine, nadelige Kristalle von wenigen zehntel bis maximal einen Millimeter Größe, die meist zu radialstrahligen bis kugeligen Mineral-Aggregaten zusammentreten. Er findet sich daher praktisch ausschließlich in Form von körnigen bis erdigen Aggregaten oder krustigen Überzügen und Ausblühungen. Als Oxidationsprodukt von Antimonsulfid tritt er zudem als Pseudomorphose von Cervantit nach Stibnit (Antimonit) oder verschiedenen Antimonsulfosalzen auf.
In reiner Form ist Cervantit farblos und durchsichtig. Durch vielfache Lichtbrechung aufgrund von Gitterbaufehlern oder polykristalliner Ausbildung kann er aber auch weiß erscheinen und durch Fremdbeimengungen eine rötlichweiße bis gelbe Farbe annehmen. Seine Strichfarbe ist hellgelb bis weiß. Die Kristalloberflächen weisen einen fettähnlichen Glanz auf, allerdings wirkt Cervantit in Aggregatform eher erdig matt.

## Etymologie und Geschichte
Erstmals beschrieben wurde Cervantit 1850 durch James Dwight Dana, der über die von Armand Dufrénoy durchgeführte Analyse eines Ockers aus Cervantes in der spanischen Provinz Lugo (Gemeinschaft Galicien) berichtete. Der Ocker enthielt nach Dufrénoy 67,50 % Antimon (Sb), 16,85 % Sauerstoff (O), 11,45 % Calciumoxid (CaO) und 1,5 % Eisen (Fe). Ein krustiger Überzug auf Antimonerzen aus Chazelles in der Auvergne hatte dieselbe Zusammensetzung. Das Mineral war nach Dana wasserfrei und hatte die Formel SbO4.
Nach einer gründlichen Untersuchung von Antimonocker 1952 sahen Charles J. Vitaliano und Brian Mason den Cervantit als identisch mit Stibiconit (Sb3+Sb5+2O6(OH)) an, einem kubisch kristallisierenden Mineral mit Pyrochlorstruktur und der allgemeinen Formel (Sb3+,Ca)ySb5+2-x(O,OH,H2O)6-7 bei 0 > x > 1 und y ≈ 1. Cervantit wäre nach Vitaliano und Mason lediglich ein Synonym für Stibiconit, unter der Annahme, dass wasserfreies Sb2O4 nicht als Mineral vorkommt.
1962 wurde die Formel für Cervantit mit Sb2O4 von W. Gründer, H. Pätzold und Hugo Strunz neu definiert mit dem Vorschlag, dessen Status als eigenständige Mineralart wiederherzustellen. Obwohl das Typmaterial aus Cervantes zum Vergleich nicht mehr zur Verfügung stand, wurde die Neudefinition von der Commission on new Minerals, Nomenclature and Classification (CNMNC) der International Mineralogical Association (IMA) anerkannt.

## Klassifikation
Bereits in der veralteten 8. Auflage der Mineralsystematik nach Strunz gehörte der Cervantit zur Mineralklasse der „Oxide und Hydroxide“ und dort zur Abteilung der „MO2- und verwandte Verbindungen“, wo er zusammen mit Bismutotantalit, Stibiocolumbit und Stibiotantalit die „Stibiotantalit-Gruppe“ mit der System-Nr. IV/D.14 bildete.
Im Lapis-Mineralienverzeichnis nach Stefan Weiß, das sich aus Rücksicht auf private Sammler und institutionelle Sammlungen noch nach dieser alten Form der Systematik von Karl Hugo Strunz richtet, erhielt das Mineral die System- und Mineral-Nr. IV/D.25-10. In der „Lapis-Systematik“ entspricht dies der Abteilung „Oxide mit [dem Stoffmengen]Verhältnis Metall : Sauerstoff=1 : 2 (MO2 & Verwandte)“, wo Cervantit zusammen mit Bismutocolumbit, Bismutotantalit, Chiluit, Gelosait, Klinocervantit, Mambertiit, Sardignait, Stibiocolumbit, Stibiotantalit die „Stibiotantalit-Gruppe“ bildet (Stand 2018).
Die seit 2001 gültige und von der IMA zuletzt 2009 aktualisierte 9. Auflage der Strunz’schen Mineralsystematik ordnet den Cervantit ebenfalls in die Abteilung der Oxide mit Stoffmengenverhältnis „Metall : Sauerstoff = 1 : 2 und vergleichbare“ ein. Diese ist allerdings weiter unterteilt nach der relativen Größe der beteiligten Kationen und der Kristallstruktur, so dass das Mineral entsprechend seiner Zusammensetzung und seinem Aufbau in der Unterabteilung „Mit mittelgroßen Kationen; Mit verschiedenen Polyedern“ zu finden ist, wo es zusammen mit Stibiotantalit die „Stibiotantalit-Cervantit-Gruppe“ mit der System-Nr. 4.DE.30 und den weiteren Mitgliedern Bismutocolumbit, Bismutotantalit, Klinocervantit und Stibiocolumbit bildet.
Auch die vorwiegend im englischen Sprachraum gebräuchliche Systematik der Minerale nach Dana ordnet den Cervantit in die Klasse der „Oxide und Hydroxide“ und dort in die Abteilung der „Oxide“ ein. Hier ist er zusammen mit Klinocervantit in der unbenannten Gruppe 04.04.16 innerhalb der Unterabteilung „Einfache Oxide mit einer Kationenladung von 4+ (AO2)“ zu finden.

## Kristallstruktur
Cervantit kristallisiert in der orthorhombischen Raumgruppe Pna21 (Raumgruppen-Nr. 33) mit den Gitterparametern a = 5,46 Å; b = 4,81 Å und c = 11,79 Å sowie 4 Formeleinheiten pro Elementarzelle.

## Modifikationen und Varietäten
Die Verbindung Sb3+Sb5+O4 ist dimorph und kommt in der Natur neben dem orthorhombisch kristallisierenden Cervantit noch als monoklin kristallisierender Klinocervantit vor.
Den Begriff Antimonocker für gelbliche, sehr weiche und zerreibliche Verwitterungsprodukte unter anderem auf Stibnit prägte 1821 Karl Cäsar von Leonhard. Durch August Breithaupt wurde zudem noch der synonyme Begriff Spießglasocker in Anlehnung an das Synonym Spießglas für Stibnit eingeführt. Antimonocker ist vor dem Lötrohr unter lebhaftem Aufwallen leicht schmelz- und reduzierbar zu einer kleinen Metallkugel. Bei weiterem Erhitzen verflüchtigt sich diese und setzt einen knoblauchartigen Geruch frei. Auf Kohle und Borax entsteht ein weißer Niederschlag.
Durch weitere Untersuchungen konnte Antimonocker als Gemenge aus vor allem zwei Mineralen identifiziert werden, den 1932 durch François Sulpice Beudant entdeckten Stibiconit (ursprünglich Stibiconise, abgewandelt 1862 durch George Jarvis Brush) und den 1850 durch Dufrénoy und Dana entdeckten Cervantit.

## Bildung und Fundorte

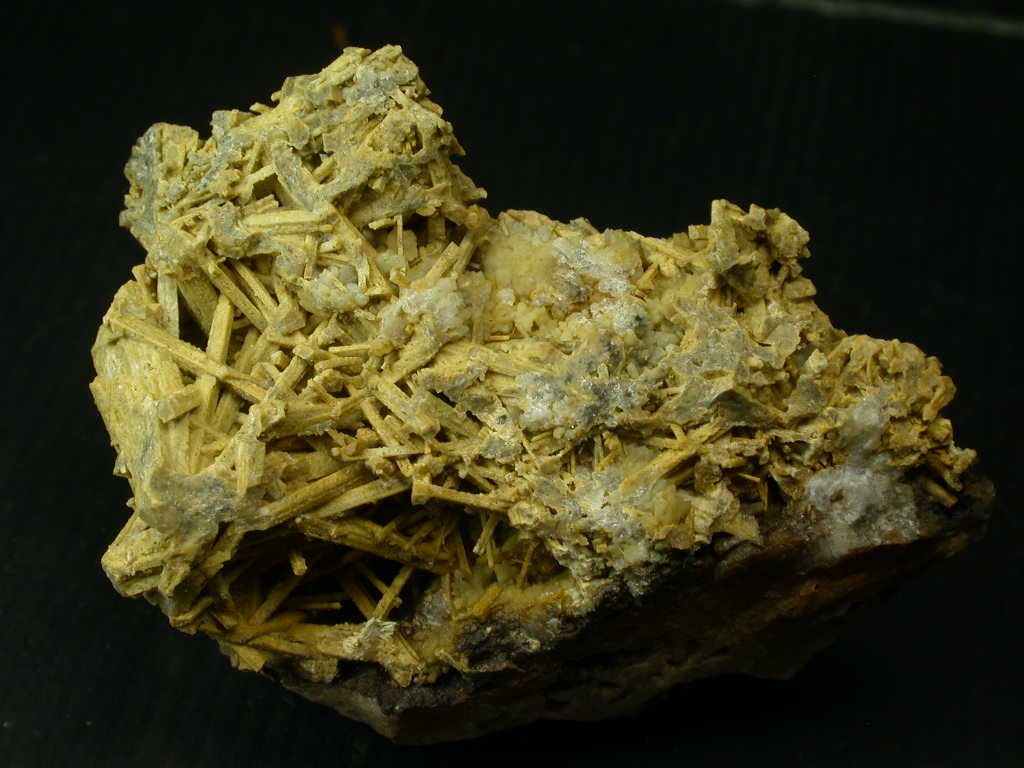
Kristall-Aggregat einer Pseudomorphose von Cervantit nach Stibnit aus der Gallos Mine, Sierra de Santa Rosa, Municipio de Mazapil, Zacatecas, Mexiko (Größe: 6,7 cm × 5,8 cm)

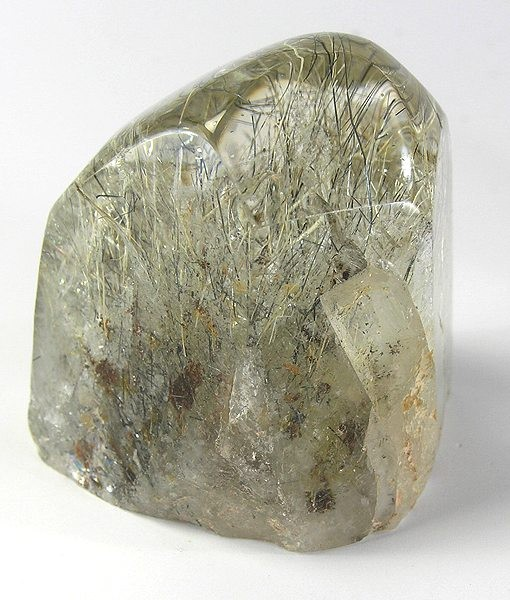
Quarzkristall mit Einschlüssen von Stibnit (schwarz) und Cervantit (gelb) von den Trinity Mountains, Lovelock, Pershing County, Nevada (Größe: 4,4 cm × 4,4 cm × 4,1 cm)

Cervantit bildet sich als typisches Sekundärmineral durch Oxidation aus Stibnit und anderen Antimonmineralen.
Als eher seltene Mineralbildung kann Cervantit an verschiedenen Fundorten zum Teil zwar reichlich vorhanden sein, insgesamt ist er aber wenig verbreitet. Bisher sind rund 300 Fundorte für Cervantit dokumentiert. Außer an seiner Typlokalität Cervantes in der Provinz Lugo (Galicien), wo neben Stibnit und Cervantit auch Valentinit gefunden wurde, trat das Mineral in Spanien noch in der Matilde Mine (Victoria Mine, Velez-Malaga) bei La Vinuela in der Provinz Málaga (Andalusien), der Mina de la Nazarena bei Almuradiel in der Provinz Ciudad Real (Kastilien-La Mancha) und am Collada Verde im Gemeindeverband Ripollès in der Provinz Girona (Katalonien) auf.
In Deutschland kennt man Cervantit bisher vor allem aus Baden-Württemberg, genauer aus dem Bergbaugebiet um Sulzburg wie unter anderem der Antimongrube Schweizergrund und der Grube Schnelling sowie in der Grube Clara bei Oberwolfach und der Grube Segen Gottes bei Wiesloch. Des Weiteren fand sich das Mineral an mehreren Orten in Nordrhein-Westfalen wie der antimonfördernden Caspari-Zeche und der Eisenerzgrube Bautenberg im Bezirk Arnsberg sowie der Zinkhütte Birkengang (auch Friedrich-Wilhelm) und der Kupferhütte bei Kall im Bezirk Köln; in Rheinland-Pfalz wie der Grube Hoffnung (auch Grube Spes) bei Martinsknipp, der Grube Georg in der Gemeinde Willroth und der Grube Neue Hoffnung in der Gemeinde Bleialf und in Sachsen wie der Grube Sonnenwirbel samt Hohlewein bei Brand-Erbisdorf, der Grube Neue Hoffnung Gottes bei Bräunsdorf (Oberschöna) und der Grube Glückssonne bei Mobendorf. Einzelne Funde wurden zudem aus Brandholz in der bayerischen Gemeinde Goldkronach, aus der Grube Fünf Bücher Mosis bei Sankt Andreasberg in Niedersachsen und der Graf Jost-Christian-Zeche bei Wolfsberg (Sangerhausen) in Sachsen-Anhalt bekannt.
In Österreich trat Cervantit bisher unter anderem in einer Antimongrube bei Stadtschlaining im Burgenland; im ehemals Marmor abbauenden Bürgergiltsteinbruch bei Friesach-Olsa sowie den Antimongruben am Rabantberg bei Oberdrauburg und bei Hapatnik/Klein St. Veit in der Gemeinde Völkermarkt in Kärnten; in einer Antimonlagerstätte bei Maltern in der niederösterreichischen Gemeinde Hochneukirchen-Gschaidt sowie im Obernbergtal und bei Rattenberg in Tirol auf.
In der Schweiz konnte das Mineral bisher nur in einer Antimonvererzung nahe einer Hammerschmiede am Fluss Magliasina und der Grube La Monda in der Tessiner Gemeinde Aranno gefunden werden.
Weitere Fundorte liegen unter anderem in Australien, Bolivien, China, Italien, Mexiko, Neuseeland, der Slowakei, Ungarn, im Vereinigten Königreich (UK) und den Vereinigten Staaten von Amerika (USA).